# Ейнджъл, детето на цветята
Hana no Ko Lunlun („Лунлун, детето на цветята“, 花の子ルンルン Hana no Ko Runrun), излъчвано в България под името „Ейнджъл, детето на цветята“, е аниме от жанра „магически момичета“ на студио Тоей Анимейшън. Излъчвано е между 9 февруари 1979 г. и 8 февруари 1980 г. и има 50 епизода. То е създадено по едноименната манга на Широ Джинбо, а режисьор е Хироши Шидара. Освен в Япония, то е пожънало голям успех на запад, особено в Европа и Латинска Америка.
Късометражен филм със заглавие Hana no Ko Runrun: Konnichiwa Sakura no Kuni („Лунлун, детето на цветята: Здравей, страна на вишневите цветове“) е излъчен на 15 март 1980 г.

## История
Преди много време духовете на растенията и създания, подобни на феи, живеели на Земята в хармония с хората, но постепенно човеците започнали да стават все по-алчни и жестоки и духовете на растенията се преселили в друг свят, който нарекли „Звездата на цветята“. Но техният завет останал у хората, които наистина знаели значението на любовта и добротата. Говорещите куче и котка Нуво и Като са изпратени на Земята, за да открият един такъв човек, който да намери едно магическо цвете, символът на кралското семейство на Звездата на цветята, за да може новият владетел да се възкачи на трона.
Във Франция те срещат Лунлун Фльор, сираче, живеещо при баба си и дядо си, които притежават цветарски магазин. След като ѝ обясняват каква е задачата им, те молят Лунлун да се присъедини към тях и тя приема. Заедно те пътуват из цяла Европа, като помагат на хората. По пътя си са подпомагани от Серж, тайнствен фотограф. Той дава на хората, на които Лунлун е помогнала, пакетчета със семена, които чрез „езика на цветята“ показват урока, който те са научили.
Лунлун, Нуво и Като са преследвани от двама некадърни злодеи, себичната фея Тогениша и нейния слуга Ябоки, които искат да откраднат цветето и да властват над Звездата на цветята. Всеки път, когато Лунлун и приятелите ѝ се опитват да помагат на хората, Тогениша и Ябоки се мъчат да ги накарат да поемат отново на път, но винаги се провалят.
В началото на сериала Нуво и Като дават на Лунлун магическа брошка, подарък от краля на Звездата на цветята. Когато я насочи към някое цвете, тя се сдобива с ново облекло, подходящо за дадена ситуация, например за планинско катерене.

## Списък с епизоди
| № на епизода      | Дата на излъчване    | Заглавие                                                  | Цвете на епизода и неговото значение на езика на цветята    |
| ----------------- | -------------------- | --------------------------------------------------------- | ----------------------------------------------------------- |
| 1                 | 9 февруари 1979 г.   | „Тайнствените посетители“                                 | Червена върбинка – обединени усилия                         |
| 2                 | 16 февруари 1979 г.  | „Пролетната буря призовава мечтата“                       | Магарешки трън – независимост                               |
| 3                 | 23 февруари 1979 г.  | „Седемцветното цвете, цъфтящо в стария замък“             | Орлови нокти – любовна връзка                               |
| 4                 | 2 март 1979 г.       | „Кака е кралицата на розите“                              | Роза – незабележима красота                                 |
| 5                 | 9 март 1979 г.       | „Градът без цветя“                                        | Момина сълза – щастието се завръща                          |
| 6                 | 16 март 1979 г.      | „Бабата от лозето“                                        | Мак – утеха                                                 |
| 7                 | 23 март 1979 г.      | „Цъфтящото в Пиренеите цвете“                             | Годеция – тиха радост                                       |
| 8                 | 30 март 1979 г.      | „Мечтата на малкия Колумб“                                | Ружа – голяма воля                                          |
| 9                 | 6 април 1979 г.      | „Залезът на остров Майорка“                               | Лупина – алчно сърце                                        |
| 10                | 20 април 1979 г.     | „Кутийката на любовта от Мадрид“                          | Циклама – изпитвам съмнение                                 |
| 11                | 27 април 1979 г.     | „Приятелят – матадор“                                     | Незабравка – истинско приятелство                           |
| 12                | 4 май 1979 г.        | „Молбата на момичето от Андалусия“                        | Люляк – приятелство                                         |
| 13                | 18 май 1979 г.       | „Превозващият омраза товарен кораб“                       | Олеандър – опасност                                         |
| 14                | 25 май 1979 г.       | "Експресен влак „Носталгия“"                              | Астра – спомен от човек, отишъл надалеч                     |
| 15                | 1 юни 1979 г.        | „Героинята от града на цветята“                           | Бяла хризантема – честност                                  |
| 16                | 8 юни 1979 г.        | „Пепеляшка с дървени обувки“                              | Нарцис – претенциозност                                     |
| 17                | 15 юни 1979 г.       | „Крадецът на цветя от вятърната мелница“                  | Примула – алчност                                           |
| 18                | 22 юни 1979 г.       | „Непостоянна любов“                                       | Хортензия – лекомислие                                      |
| 19                | 29 юни 1979 г.       | „Случайна среща на река Рейн“                             | Жълто мушкато – случайна среща                              |
| 20                | 6 юли 1979 г.        | „Старият замък на хълма“                                  | Гербер – тайнственост                                       |
| 21                | 13 юли 1979 г.       | „Непослушното момче от Бремен“                            | Паричка – вечна радост                                      |
| 22                | 20 юли 1979 г.       | „Нежната майка от картината“                              | Слез – майчина обич                                         |
| 23                | 27 юли 1979 г.       | „Принцът на белия кон от мечтите“                         | Карамфил – смелост                                          |
| 24                | 3 август 1979 г.     | „Чудният цветен ключ“                                     | Космос – момичешка искреност                                |
| 25                | 10 август 1979 г.    | „Момчето с ножа от брега на езерото“                      | Напръстник – неискреност                                    |
| 26                | 17 август 1979 г.    | „Покритите с кал сълзи на любовта“                        | Азалия – радостта да си припомниш нещо любимо               |
| 27                | 24 август 1979 г.    | „Учителката не я бива в обучаването“                      | Амарилис – силно славолюбие                                 |
| 28                | 7 септември 1979 г.  | „Откраднатото писмо“                                      | Ирис – добра вест                                           |
| 29                | 14 септември 1979 г. | „В момента дирижабълът е в полет“                         | Азиатска леска – сдобряване                                 |
| 30                | 21 септември 1979 г. | „Среднощна въртележка“                                    | Цинерария – да бъдеш радостен винаги                        |
| 31                | 28 септември 1979 г. | „Съкровището на викингите“                                | Повет – красиво сърце                                       |
| 32                | 5 октомври 1979 г.   | „Хванатото в капан мече“                                  | Жълт шибой – привързаност                                   |
| 33                | 12 октомври 1979 г.  | „Приятелката от детството от страната на белите нощи“     | Лютиче – невинност                                          |
| 34                | 19 октомври 1979 г.  | „Братята от Лапландия“                                    | Виолетов китайски кресон – съревнование                     |
| 35                | 26 октомври 1979 г.  | „Водещият до опасности медальон“                          | Агератум – доверие                                          |
| 36                | 2 ноември 1979 г.    | „Повторна среща при аварийно кацане“                      | Санвиталия – искрена радост                                 |
| 37                | 9 ноември 1979 г.    | „Имението на ексцентричния професор“                      | Кактус – усърдие                                            |
| 38                | 16 ноември 1979 г.   | „Намереното кученце“                                      | Камбанка – благодарност                                     |
| 39                | 23 ноември 1979 г.   | „Еднопосочен билет до Мароко“                             | Катарантус – щастлив спомен                                 |
| 40                | 30 ноември 1979 г.   | „Фантастичният изстрел“                                   | Азиатски живовляк – следи от бял човек                      |
| 41                | 7 декември 1979 г.   | „Пръстенът на египетската кралица“                        | Петуния – щом съм заедно с теб, сърцето ми се успокоява     |
| 42                | 14 декември 1979 г.  | „Беглецът от Сицилия“                                     | Хелиотроп – отдаденост                                      |
| 43                | 21 декември 1979 г.  | „Опасно съкровище“                                        | Бяла анемона – искреност                                    |
| 44                | 28 декември 1979 г.  | „Танцуващата във вихъра на цветния прашец едничка снимка“ | Калифорнийски мак (ешолция) – моля те, изпълни желанието ми |
| 45                | 4 януари 1980 г.     | „Клетвата пред фонтана Треви“                             | Пълзяща детелина – обещание                                 |
| 46                | 11 януари 1980 г.    | „Върни се, Флоренция на любовта“                          | Виолетова салвия – добро семейство                          |
| 47                | 18 януари 1980 г.    | „Откраднатият цветен ключ“                                | Китайска камбанка – постоянна любов                         |
| 48                | 25 януари 1980 г.    | „Копнеещият мъж от Сан Ремо“                              | Японско лютиче – привлекателен богаташ                      |
| 49                | 1 февруари 1980 г.   | „Призоваващото дъгата седемцветно цвете“                  | Седемцветното цвете – любов и искреност                     |
| 50                | 8 февруари 1980 г.   | „Щастие, изпълнено с цветя“                               | Топчеста гомфрена – постоянна любов завинаги                |
| Късометражен филм | 15 март 1980 г.      | „Здравей, страна на вишневите цветове“                    | Гладиола – предупреждение                                   |

## Начална песен
- Hana no Ko Lunlun в изпълнение на Мицуко Хорие и група „Дъ Чърпс“ (The Chirps) (Марико, Юрико и Ерико Такеучи).

## Финална песен
- Onnanokotte в изпълнение на Асей Кобаяши и Юко Иномата.

## В България
„Ейнджъл, детето на цветята“ е излъчено за пръв път в България през 1997 – 1998 г. по БНТ и в периода март – май 1999 г. по телевизия Евроком. По-нататък е излъчвано неколкократно и по телевизия ДКТЕ.